# Judit Horváth
Judit Horváth, coniugata Bercsényiné (Pécs, 25 febbraio 1963 – Pécs, 12 settembre 1997), è stata una cestista ungherese.

## Carriera
Con l'Ungheria ha disputato due edizioni dei Campionati europei (1991, 1995), vincendo una medaglia di bronzo.